# Seguieria macrophylla
Seguieria macrophylla är en kermesbärsväxtart som beskrevs av George Bentham. Seguieria macrophylla ingår i släktet Seguieria och familjen kermesbärsväxter. Inga underarter finns listade i Catalogue of Life.